# Apollo–4
Az Apollo–4 az amerikai Apollo-program űrhajósok nélküli negyedik repülése, a holdrakéta első tesztje. Ennek keretében először indították a Saturn V óriásrakétát (amely később a köznapi nyelvbe holdrakétaként került bele) és próbálták ki valós körülmények között annak vadonatúj fejlesztésű S-IC jelű első fokozatát, illetve a működési elvében is forradalmian új S-II és S-IVB jelű második és harmadik fokozatát. Szintén először használták a starthoz az új 39A indítóállást, a hernyótalpas szállítójárművet, a mobil indítótornyot, az összeszereléskor a VAB-csarnokot és mindazt az infrastruktúrát, amelyet a holdprogram céljaira hoztak létre, hogy óriásrakétákat indíthassanak a Hold felé. A NASA kialakított egy repülési sorrendet, amelynek repüléseit betűkkel jelölte meg. Az Apollo–4 lett az első betűvel jelölt, A típusú repülés, vagyis az űrhajó automata üzemmódban végrehajtott próbája a Saturn V rakétával.
A repülés célja az volt, hogy igazolják a Saturn V megfelelőségét, a rakéta és űrhajó(k) szerkezeti integritását és repülési készségét, a harmadik rakétafokozat leállíthatóságát és újraindíthatóságát a világűrben. Összesen több ezer méréssel kívánta a NASA alátámasztani a rakéta és az űrhajó működőképességét. Érdekes módon a tesztet is teszttel erősítették meg, a működőképes SA–501 rakéta és CSM–017 űrhajó startjának előkészítését megelőzte egy életnagyságú és szerelhető rakétamakett (nem repképes, de minden más dimenziójában és funkciójában, pl. csatlakozók elhelyezésében élethű utánzat), az AS–500F összeszerelése és indítóállásban a startra való felkészítése, amellyel a repülés előtt kiküszöböltek a startot esetleg érintő minden problémát. A rakéta kipróbálásán túl a teszt másik célja volt, hogy az űrhajót is teszteljék. A repülésre felkészített CSM–017 űrhajó az Apollo–1 katasztrófájának tapasztalatai alapján már némileg átalakított Block I változat volt, amelynek egyik fő ismérveként kapott egy új fejlesztésű hőpajzsot is. A tervek szerint a rakétával felbocsátják az űrhajót, amely két keringésnyi időt töltött volna Föld körüli pályán, majd az S-IV újbóli beindításával sebességet és magasságot nyertek volna, majd egyfajta ún. meghajtott leszállással, azaz a légkörbe lépés pillanatáig tovább gyorsítva az űrhajót a holdi visszatérési sebességet megközelítve érte volna el a Földet az űrhajó, kitéve a hőpajzsot az effajta manőver fokozott hőterhelésének.
A startra 1967. november 9-én került sor. Reggel 7:00-kor (12:00 UTC) startolt az űrhajó Cape Kennedy 39A indítóállásáról. Az eseményre a programban jelentős teljesítményt nyújtó összes dolgozót meghívták vendégként. A start tökéletes volt; a rakéta mindhárom fokozatának tervszerű működése végén egy kb. 185 km pályamagasságú, közel körpályára állt az Apollo űrhajó. Két keringésnyi ideig rendszerellenőrzés zajlott le, majd beindították az S-IVB hajtóművét újra és a harmadik keringés pályamagasságát extrém módon megemelték. A manőver végén leválasztották a rakétafokozatot, majd még az űrhajó saját SPS hajtóművével is gyorsítottak, tovább emelve a magasságot. Végül a Föld felé fordították az űrhajó orrát és megkezdték a leszállást. A légkör peremét kb. 40 000 km/h sebességgel érte el a parancsnoki egység, majd letesztelve a hármas mentőernyő-rendszert is, problémamentesen leszállt a rá várakozó USS Bennington repülőgép-hordozó közelében, a kijelölt célponttól 16 km távolságban, a Csendes-óceánon.

## Előzmények
A hidegháború egyik önálló erőpróbájaként az 1950-es és 1960-as években az akkori világ két szuperhatalma, a Szovjetunió és az USA között elindult az űrverseny, egy speciális versengés, amely addig ismeretlen színtéren folyt, hogy egymás – és a világ többi részének közvéleménye – előtt bizonyítsák, melyikük képes végrehajtani olyan teljesítményeket, amelyek egyrészt a létező legmagasabb csúcstechnológiát képviselték, másrészt megelőztek velük mindenkit. Ebben a versenyben kezdetben a Szovjetunió járt elöl, az USA pedig lépéshátrányban próbálta utolérni a szovjet teljesítményeket. Ennek folyományaként állították fel a NASA-t amerikai oldalon, majd a sorozatos kudarcok hatására határozták el – és hirdette ki John F. Kennedy –, hogy embert juttatnak a Holdra (ami akkoriban nehezen volt elképzelhető). Ez elhomályosította volna a szovjetek addigi vezető szerepét azzal, hogy egy elképzelhetetlen projekt végrehajtásával törtek volna előre. A gigantikus feladatot a NASA kapta, amelynek berkein belül több lépcsőben kidolgozták a Hold elérésének módszerét.
A fejlődési lépcsők, amelyeken átment a tervezés: előbb az ún. direkt leszállás módszerét vették elő a korábbi tanulmányok közül, amelyet elég hamar – annak gyakorlati megvalósíthatatlansága miatt – felváltott az ún. EOR (Earth Orbit Rendezvous – Randevú Föld körüli pályán) módszer, végül pedig – Jurij Kondratyuk 1914-es forradalmi elképzelésének újragondolása nyomán – lefektették az ún. LOR (Lunar Orbit Rendezvous – Hold körüli pályán végrehajtott randevú) koncepcióját. Az elgondolások között a felküldendő tömeg volt a döntő tényező.
A direkt leszállásra vonatkozó terv szerint egy óriási tömegű rakéta szállt volna fel a Földről, majd eljutva a Holdhoz le a holdfelszínre és vissza, amelynek magával kellett volna szállítania mindent: a Földről való felszálláshoz szükséges rakétát, űrhajót, hajtóanyagot, majd a holdi leszálláshoz és az onnan való felszálláshoz szükséges ugyanilyen eszközöket és erőforrásokat is.
A második, EOR elképzelés már annyit enyhített ezen, hogy a gigantikus feljuttatandó tömeget több „csomagban” juttatta volna fel Föld körüli pályára, ahol összedokkolva őket indulhatott volna a Holdra a még mindig ugyanakkora űrszerelvény. Ez a megoldás is azzal járt, hogy visszafelé egy akkora űrszerelvény startolt volna a holdfelszínről, mint a Mercury program rakéta-űrhajó rendszerei, amelyhez egy hatalmas indítóállás és százas nagyságrendű szakember volt szükséges itt a Földön, szemben a holdi zéró kiszolgáló infrastruktúrával.
A harmadik, LOR-koncepció pedig azt a forradalmi újítást hozta el, hogy két külön űrhajót vizionált, egyet, amelyikben a holdutazók eljutnak a Holdig, majd vissza a Földre, és egy másikat, amelyet csak a holdi leszállásra és felszállásra használnak. Ezzel meg lehetett takarítani azt a jelentős tömeget, amely a hazajutáshoz szükséges hajtóanyag kényszerű Holdra juttatásával, majd onnan való felszállításával járt volna. Ez utóbbi koncepció kijelölte a fejlesztési irányokat is: kell egy nagyobb és egy kisebb űrhajó, egy anyaűrhajó és egy holdkomp. Egyben ez a terv kijelölte a hasznos tömeg (űrhajók, személyzet, hajtóanyag, készletek stb.) feljuttatásához szükséges hordozóeszközök iránti igény fő paramétereit is, amelyek a kisebb feljuttatandó tömeg miatt értelemszerűen sokkal kisebbek voltak, mint a korábbi ilyen igények. Sőt a haderőnemek fejlesztései között a tervezőasztalon feküdt olyan terv is (a Saturn rakétaosztály), amelynek paraméterei hasonlóak voltak az igényekhez.
Az általános koncepció birtokában kezdődött a részletes fejlesztés. Az egyes szakterületek megkapták a hardver részegységek fejlesztésének feladatát. Megkezdődött az Apollo űrhajó és a holdkomp tervezése űripari beszállítók – a North American és a Grumman – bevonásával, illetve a hordozórakéták fejlesztése. Utóbbi irányban már nem a nulláról indult a fejlesztés. Wernher von Braun már a koncepció kialakulása előtt elkezdte az óriásrakéták fejlesztését. Az egyik ilyen rakéta a Saturn I, illetve Saturn IB volt, amely kisebb tömeget volt képes feljuttatni, a másik pedig egy valódi óriás, a Saturn V volt. A LOR koncepció zsenialitása éppen abban állt, hogy a feljuttatandó tömeg nem haladta meg a már fejlesztés alatt levő rakéta kapacitását. De ennek a rakétának is végig kellett járnia a fejlesztés különböző lépcsőfokait. Ez a fejlesztés egy sor tesztet foglalt magában, amelyeket egyrészt a gyártóhelyen (pl. különböző statikus hajtóműtesztek), másrészt csak az egyes rakétafokozatok külön kipróbálásával, harmadrészt pedig a Földön lehetett elvégezni. Azonban a végső teszt, a teljes kiépítésű rakéta reptetése volt a tesztek csúcsa. A NASA erre is kitűzött egy közbenső megoldást: a rakétát egy űrhajó makettel, automata üzemmódban reptette, természetesen emberek nélkül.

### A Saturn V fejlesztése

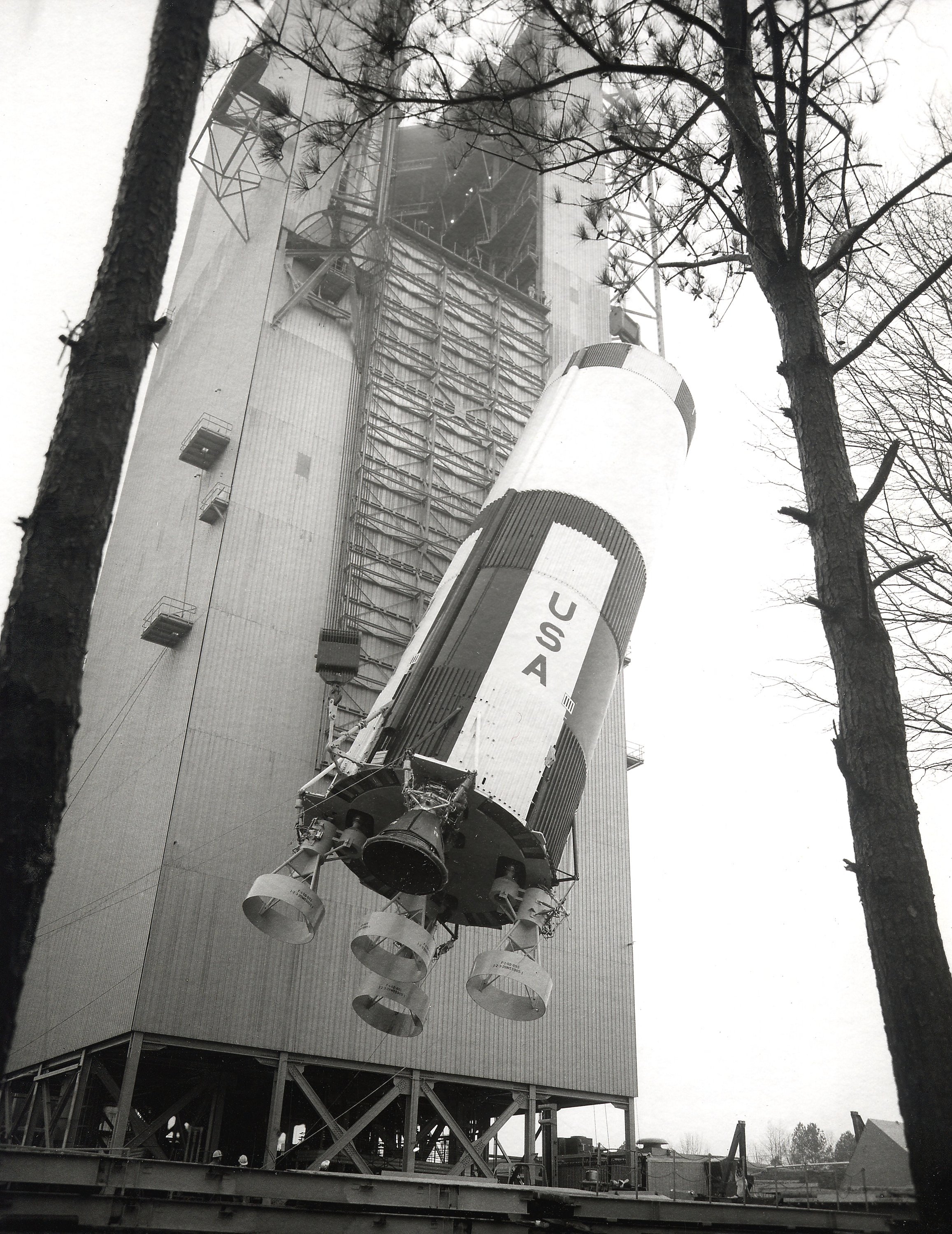
Az S-II-t beemelik egy rázkódási teszthez a Marshall Űrközpontban

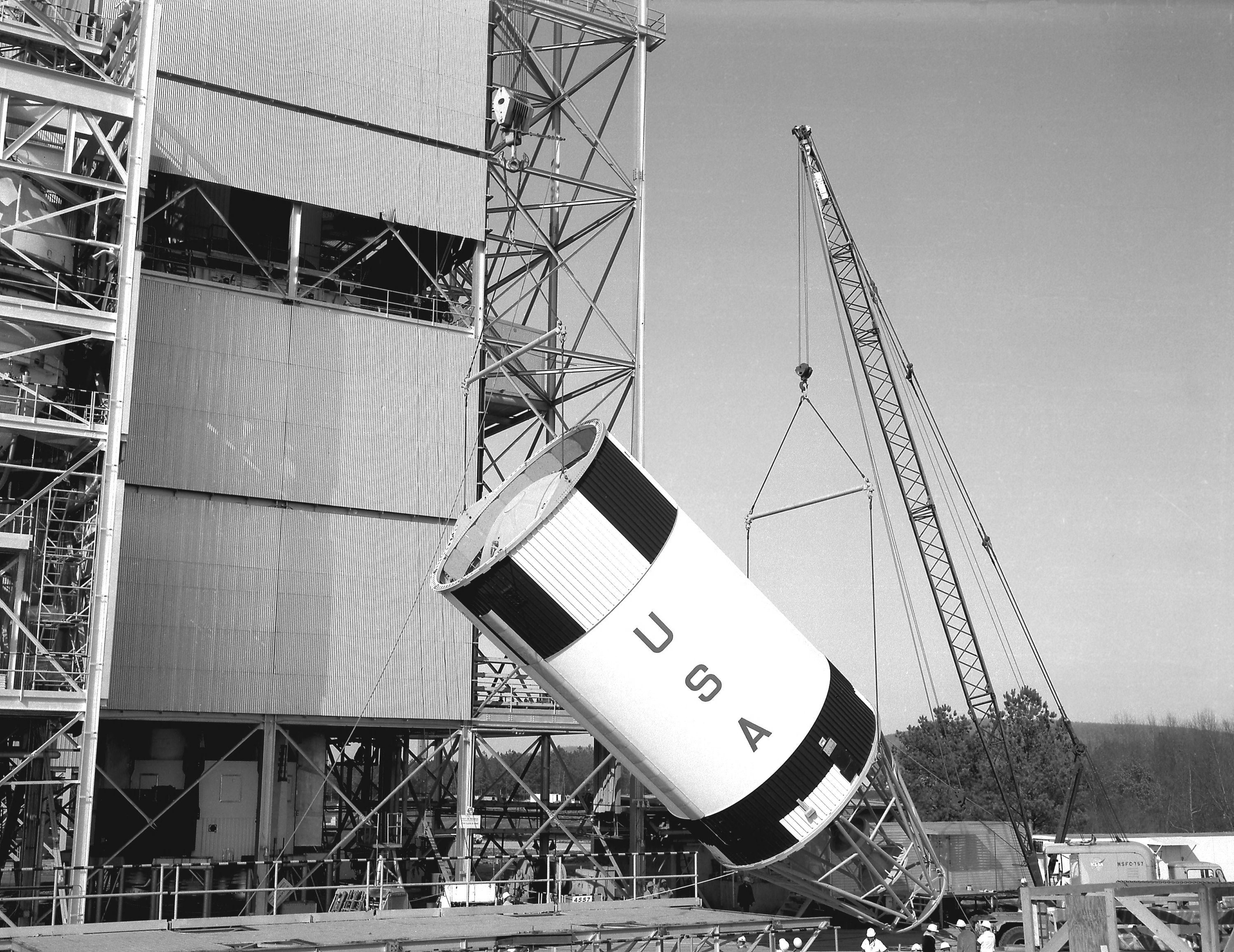
Egy S-IVB fokozat érkezik a teszteléshez

A holdra szálláshoz szükséges kapacitású rakéta fejlesztése 1956-ban kezdődött, amikor az amerikai hadsereg olyan nehézrakéták fejlesztésére írt ki megbízást, amellyel új típusú kommunikációs és egyéb műholdakat (értsd: kémműholdakat) kívántak Föld körüli pályára állítani. A hadügyminisztérium erre szakosodott szervezete, az ARPA kapta a feladatot, hogy fogalmazza meg és írja ki a követelményeket: a rakétának 9000–18 000 kilogramm tömegű űreszközt kellett tudnia Föld körüli pályára állítani és 2700–5400 kilogrammos tömeget szökési sebességre gyorsítani. A követelményeket megalapozó számítások szerint a leendő rakéta első fokozatának tolóereje meg kellett, hogy haladja a 6700 kN értéket, ami messze meghaladta minden, akkoriban létező rakéta tolóerejét. Ezt a problémát úgy próbálták terv szinten áthidalni, hogy az egy rakéta(fokozat)=egy hajtómű kialakítás helyett az ún. cluster (csokorba kötött) kialakítást javasolták, azaz egy fokozatba egymás mellé több hajtóművet is szereltek volna. Ezt az elképzelést a létező legkorszerűbb harci rendeltetésű rakéták, a Jupiter hordozórakéták analógiáján Super-Jupiter, vagy Super-Juno néven kezdték el tervezni.
A Jupiter név helyett nemsokára – jelezve, hogy már nem ugyanarról a rakétáról van szó, hanem annak egy teljesen átalakult, önálló új verziójáról – a Saturn néven kezdték jegyezni az új projektet; ahogy a bolygók között is a Szaturnusz követi a Jupitert, így követi a rakéták sorában is hasonló néven az egyik a másikat. 1957. október 7-én, a szovjet Szputnyik–1 Föld körüli pályára állításával, az űrhajózás tekintetében mindenképpen, de sok más tekintetben is megváltozott a politikai felfogás a világűr felhasználási lehetőségeiről. A kihívásra válaszul Eisenhower elnök megalapította a NASA-t és az új szervezet megkapta a további összes rakétafejlesztés koordinációjának szerepét. A NASA felülvizsgált minden rakétafejlesztést, amelynek folyamatában a Silverstein-bizottság – a többi egyéb rakétafejlesztés mellett – meghatározta a Saturn rakéták lehetséges fejlesztési irányait is. A különböző lehetséges első, második és harmadik fokozatok, hajtóművek variálásával egész rakétacsalád jött létre papíron. Így került a lehetséges fejlesztések közé a kisebb kapacitású Saturn I, illetve a legmerészebb kiépítésű, mindenben a legnagyobb kapacitású Saturn V változat. A fejlesztésekkel Wernher von Braun csapatát bízták meg.
Nagyjából a rakéták NASA fennhatóság alá kerülésével egy időben derült ki, hogy a kémműholdak, vagy az atom robbanófejek területén végbement miniatürizálás szinte nem várt eredményeket hozott, és a hadseregnek már nincs szüksége a hirtelen aránytalanul erőssé vált rakétákra, ehelyett ezekre, mint űrrakétákra lesz szükség. Ezt erősítette meg Kennedy elnök bejelentése a holdra szállásról, amely pontosan az ilyen hatalmas kapacitású űreszközöket tette szükségessé. A koncepciótervek véglegesítésekor két fő irány alakult ki. Az egyik, Saturn I néven egy kisebb rakéta, amely egy nyolc H–1 jelű hajtóművet tartalmazó első fokozatból, az S-I-ből és egy hat RL10 hajtóművet magába foglaló második fokozatból, az S-IV-ből állt (később ennek továbbfejlesztéséből jött létre a Saturn IB). A kisebb rakéta mintegy 9100 kilogrammnyi tömeget volt képes Föld körüli pályára állítani, míg kb. 2200 kilogrammot a Holdhoz eljuttatni. A másik fejlesztési ág a maximum kialakítású változat, a Saturn V létrehozása volt, amelyben mindenből a legerősebb és legnagyobb kapacitású rakétakomponens kapott helyet. A tervek szerint a Saturn V első fokozata, az S-IC öt, még csak a rajzasztalon létező F–1 hajtóművet kapott volna, amelyre aztán ráépítették volna a szintén forradalmi S-II fokozatot, amely szintén öt, hidrogén–oxigén hajtású J–2 hajtóművet kapott és ennek tetejébe ültettek egy harmadik fokozatot, az S-IVB-t, amelynek egyetlen J–2-es hajtóművével 140 000 kg-ot kellett Föld körüli pályára és 48 600 kilogrammot a Holdhoz juttatnia.
A tervezés az alabamai Marshall Űrrepülési Központ feladatkörébe került, a tervezés koordinálását pedig Wernher von Braun kapta. A huntsville-i NASA-központban öltött testet a rakéta. A tervezés hivatalosan 1962. január 10-én kezdődött, még C–5 típusjel alatt és 1963 elején jelölték ki mint az Apollo–programban használt hordozóeszközt, onnantól Saturn V néven futott tovább a végtermék. Számos járulékos beruházás (például a Marshall Űrközpontban épült próbapadok, amelyeken az új, példátlan erejű F–1 hajtóművek kipróbálhatók voltak) után a rakéta 1967 közepére öltött testet. A NASA a gyártást felosztotta a különböző űripari szereplők között, így az S-IC-t a Boeing készítette a NASA Michoudi Összeszerelő Telepén, az S-II-t a North American Seal Beachen, Kaliforniában, míg az S–IVB-t a Douglas építette. Az óriásrakéta 121 méter magas volt, a tömege 2 950 000 kg, bár a végeredmény kissé elmaradt a tervektől, Föld körüli pályára csak 118 000 kg, a holdhoz pedig 41 000 kg tömeg eljuttatására volt képes. Az első teljes kiépítésű kipróbálására 1967 novemberében került sor.

### Az Apollo űrhajó fejlesztése

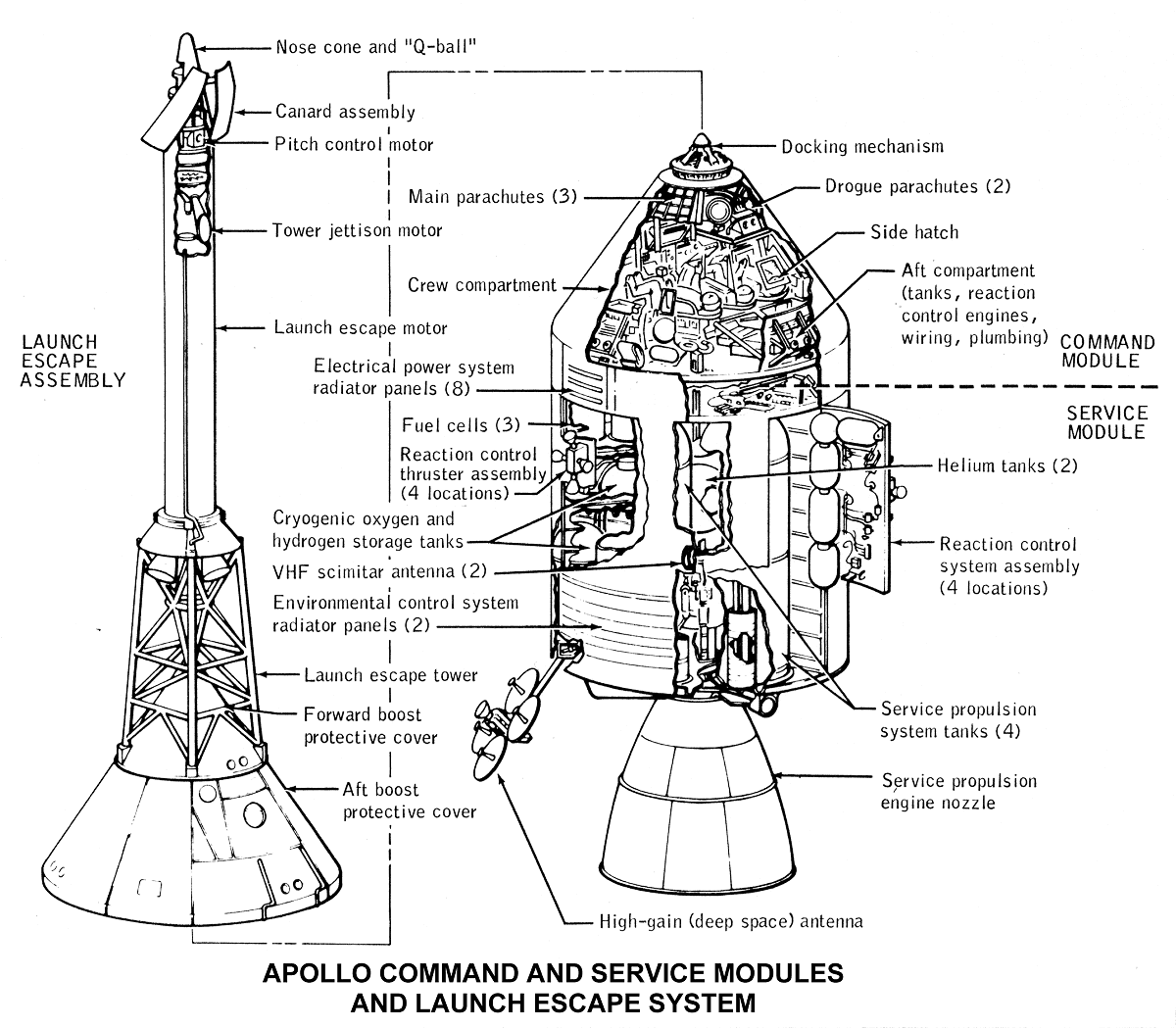
Az Apollo parancsnoki és műszaki egység (CSM) röntgenrajza

A program másik súlyponti kérdése, egyben a legelső tesztek tárgya a Holdat elérni képes űrhajó kifejlesztése volt. Az Apollo űrhajó tervezése rögtön Kennedy elnök bejelentését követően megkezdődött, és gyártóként – némileg meglepetésre, lecserélve a bevált McDonnellt – a North Americannel kötött szerződést a NASA. A szerződéskötéskor, azaz a fejlesztések kezdetén még a direkt leszállás koncepciója volt érvényben az űrügynökségen belül, az űrhajódizájnban semmiféle holdkompról nem volt szó, így a tervezés egyetlen önálló űrhajó irányából indult el, amelynek semmivel nem kell találkoznia és összekapcsolódnia az űrben. Ez változott meg alapjaiban, amikor a NASA új koncepciót nevezett meg a holdra szállás alapjául, immár két űrhajóval és űrbéli dokkolással. A tervezés folyamatában ezért ez a váltás nyomot is hagyott, a már nagy vonalakban megtervezett, de összekapcsolódásra és ilyen konfigurációban való repülésre alkalmatlan verzió tervezését és előállítását időtakarékosságból meghagyták Block I (Első gyártási sorozat) jellel, míg a végleges, teljes tudású változatot Block II néven vitték tovább. Később úgy tervezték, hogy a Block I-gyel repülik az összes tesztet és az emberekkel térnek át a Block II-re.
A formatervezésben megtartották a Gemini űrhajó tervezési alapelveit, így az űrhajó egy csonkakúp alakú legénységi kabinból és egy hengeres műszaki egységből állt, igaz, nagyobb méretekben, mivel a kétfős személyzet háromra bővült az ennek megfelelő ellátmányigénnyel. Az előbbi egységben helyezték el az űrhajósokat, illetve a létfenntartásukhoz szükséges berendezéseket, valamint a műszerfalat és a leszálláshoz szükséges ejtőernyőházat (továbbá a Block II esetén az összekapcsolódáshoz szükséges radart és dokkolószerkezetet), míg a műszaki egység fogadta magába az űrhajó hajtóműveit, az azokhoz szükséges hajtó- és oxidálóanyagot, a létfenntartó rendszer tartályait, valamint az energiaforrásokat. Az űrhajó manőverezését a kor legkorszerűbb számítógépe segítette, magát a helyzetváltoztatást kis, hidrogén-peroxid meghajtású rakétafúvókákkal oldották meg, míg az elektromos energia ellátásáról üzemanyagcellák gondoskodtak. Az űrhajó tömege végül 29–30 tonna lett a hosszas súlycsökkentési programot követően.
Az űrhajó tervezésében hatalmas törést, majd változást hozott az Apollo–1 katasztrófája 1967 januárjában. Ekkor számos tervezési problémát tárt fel a balesetet kivizsgáló bizottság, és számos helyen kellett megváltoztatni az űrhajó konstrukcióját. Elsősorban a tűzvédelem miatt a belső tér kialakítása, huzalozása és csövezése változott, valamint a mentést megakadályozó kabinajtó áttervezése valósult meg. Ekkor vetették el a Block I verzió további alkalmazását, és a továbbiakban csak a végleges, átalakított Block II űrhajók repültek. Az ember nélküli tesztekhez, így a hőpajzs próbáihoz, a Saturn rakétákkal való integrációs tesztekhez és végül a teljes kiépítésű Saturn V-tel végzett végső tesztekhez, így az Apollo–4 és az Apollo–6 indításához továbbra is az elkészült Block I-eket használták. A tűzeset utáni átalakításokkal 1968 nyarára lett kész a North American, és ekkor tűzték ki az első felszállást űrhajósokkal a fedélzeten 1968 októberére.

### AS–500F

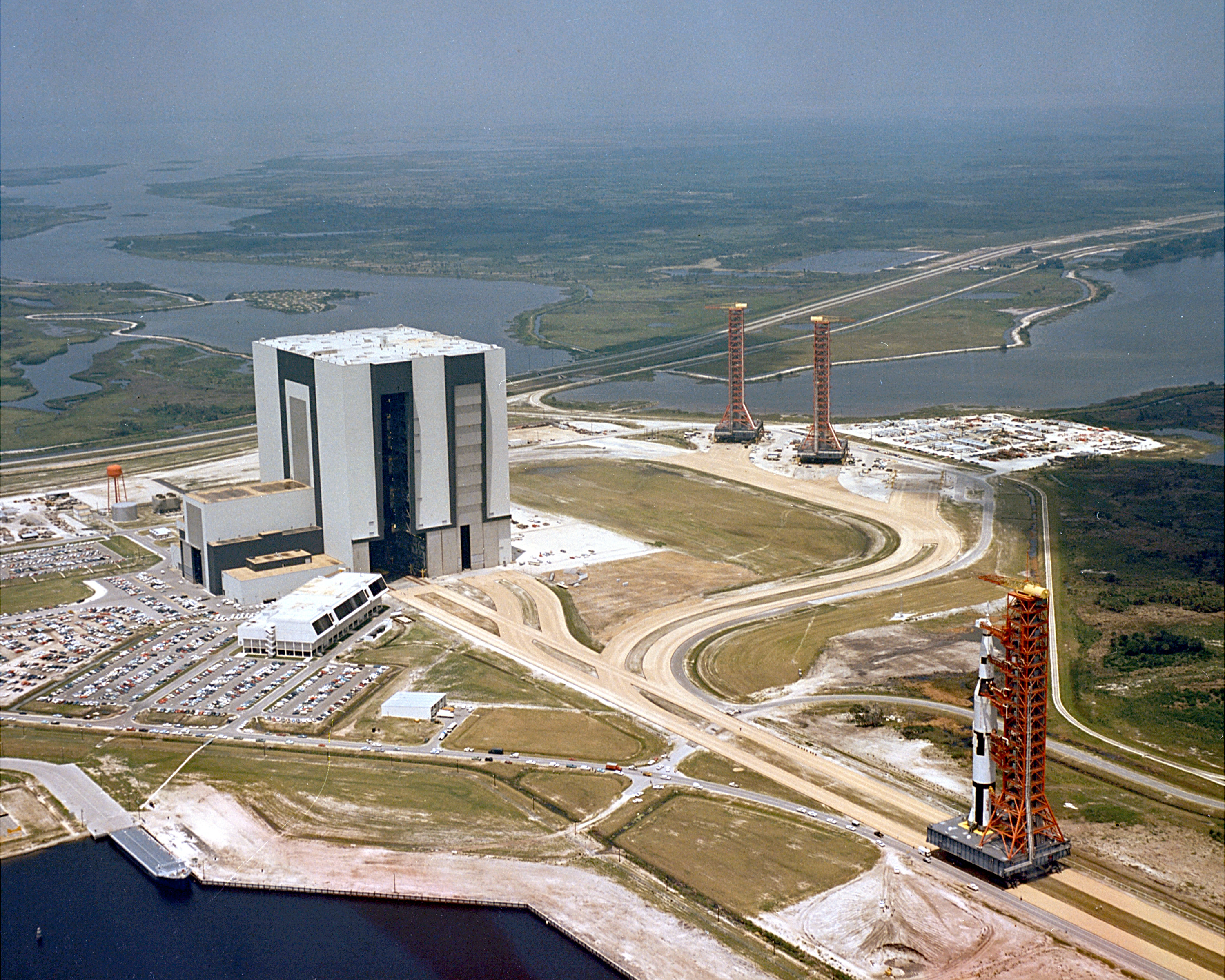
Az SA–500F úton a VAB-csarnoktól a 39-es indítóállás felé

A NASA egy komplett hardverrendszert állított fel a holdrepülések megvalósításához: a VAB-csarnokot, a hernyótalpas szállítójárművet, a 39-es startkomplexum két indítóállását, a mobil indítótornyokat, utakat, üzemanyagellátó rendszereket stb. Ezek működőképességét még jóval a repülések előtt le kellett tesztelni, amelyhez nem kellett teljes értékű űrhajó, illetve rakétarendszer, ezért az űrügynökség úgy határozott, hogy a teszteket költséghatékony módon, egy makettel hajtják végre.
A cél érdekében AS–500F (vagy másképpen az Összeszerelés Integráltság Tesztjármű) néven létrehoztak egy külsejében tökéletesen a később repülő Saturn V-re hasonlító eszközt, amellyel gyakorolni lehetett az összeszerelést, a szállítást, a start előkészületeket, éppen csak a felbocsátást nem. A rakéta a standard 3 fokozatból állt, csak éppen az első fokozatba egyetlen működőképes F–1 hajtómű volt (a tesztekhez), feltölthető és leereszthető tartályai voltak, de azokat nem csatlakoztatták a hajtóművekhez, a repülést irányító IU (Instrument Unit) üres volt, és a rakéta tetején helyet foglaló Apollo űrhajó is csak egy üres makett volt, repülésre nem volt alkalmas. Ezt a szerkezetet szerelték össze a VAB-csarnok 1-es összeszerelő öblében 1966. március 30-ig, az IU-val bezárólag. A tesztek fő alanyai a 250 tonnás daruk voltak, amelyek a kulcselemei voltak az összeszerelő csarnoknak. A darukezelők már korábban megkezdték a gyakorlást egy 9,5 méter átmérőjű, vízzel teli gömbtartállyal (a legendárium szerint az mehetett át a vizsgán, aki egy tojáshoz hozzá tudott érni a függesztménnyel úgy, hogy a tojás nem tört össze). A darukezelők a mobil indítóállvány platformjára eresztették az első fokozatot, az 59 méteres magasságú szerkezet tetejére illesztették a második fokozatot, majd arra a harmadikat. Az űrhajó csak később érkezett meg, így annak végső helyére illesztése csak 1966. május 2-án történt meg.
Az „álrakéta” úgy volt megszerkesztve, hogy annak csatlakozói mind működőképesek legyenek, így az összes elektromos, üzemanyag és egyéb csatlakozást is beállították a technikusok az indítóállványhoz. A 39 elektromos és 232 pneumatikus kábel illesztése később jelentős csúszást okozott a tesztben és a rakéta csak 1966. május 25-én gördült ki a VAB-csarnokból a hernyótalpas szállítójárművön, hogy a kb. 5 kilométeres utat megtegyék a 39A indítóállásig. A rakétát később vissza kellett vinni az indítóállásból a csarnok menedékébe a Floridán átsöprő Alma hurrikán miatt. A visszaszállítás 1966. június 8-án ment végbe, majd június 10-én ismét megtette a szerelvény az utat az indítóállásig. Ez az oda-vissza út egyben a hernyótalpas szállítójármű tesztje is volt, amely első ízben szállított rakétát. Ugyan a rakéta inkább csak mérethű, életnagyságú makett volt, működőképes rendszerek nélkül, a tömegére igyekeztek ügyelni. A hiányzó rendszereket a legtöbb esetben ballaszttal helyettesítették, csak az Apollo CSM és az IU volt üres héj, amely nem képviselt különösebb tömegcsökkenést, mindössze csak a tömeg 3-5 százaléka hiányzott, a hernyótalpas jármű tesztje így lényegében teljes értékű volt.
A teszt csúcspontja az ún. nedves teszt (angolul: wet test) volt, amelynek során feltöltötték a rakéta üzemanyag- és oxidálószer-rendszerét a megfelelő mennyiségű kerozinnal, hidrogénnel és oxigénnel. A teszt teljes sikert hozott minden tekintetben és utat nyitott egy éles rakétával való valós felbocsátás előtt. Az AS–500F-et 1966. október 14-én vonták vissza az indítóállásból és október 21-én szétszerelték.

### Közvetlen előzmények

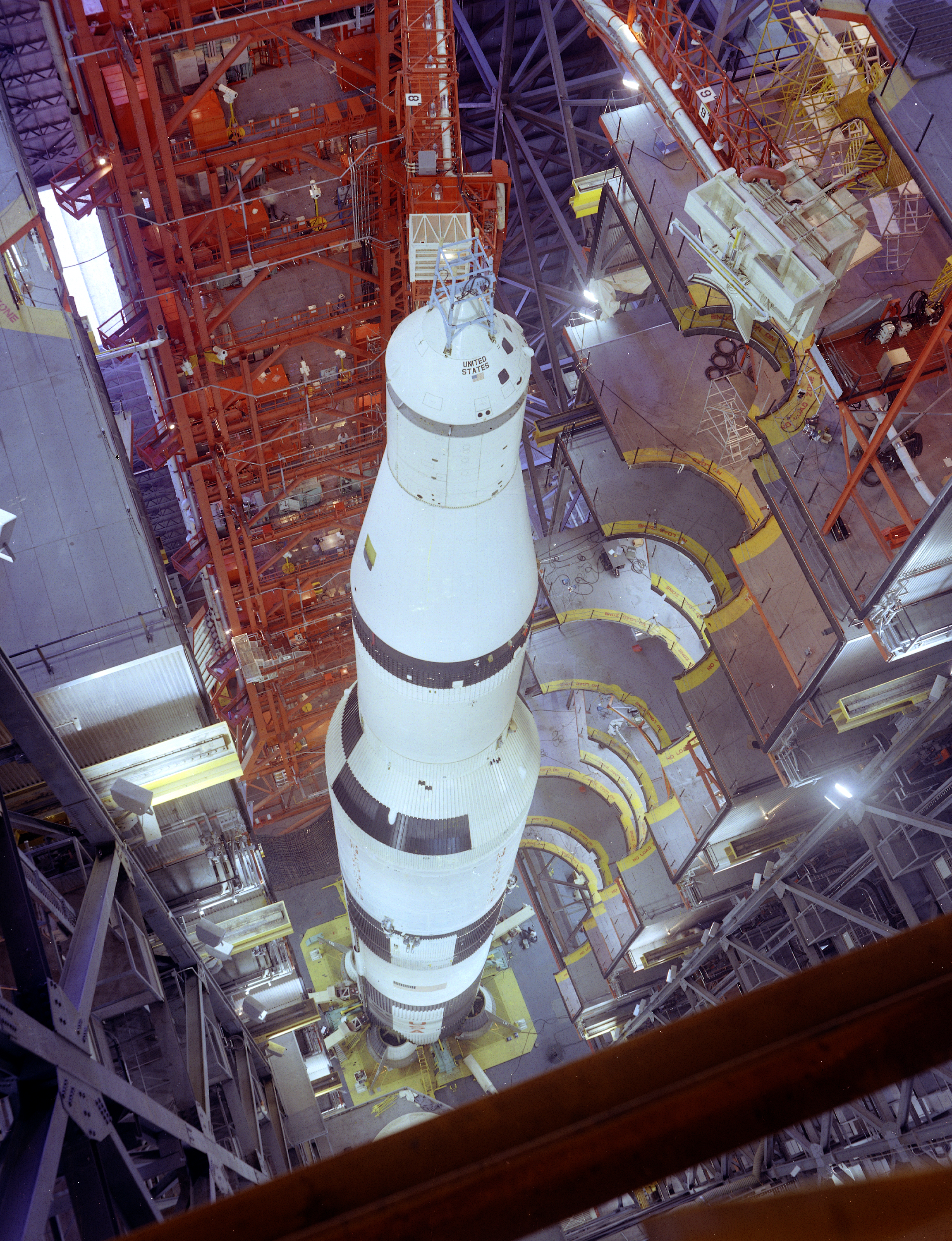
Az első repülésre kész Saturn V összeszerelése zajlik a VAB-csarnokban

A repülés célja, hogy leteszteljék a holdrakéta és holdűrhajó párosát teljes kiépítésben, igazolják a rakéta és űrhajó strukturális kompatibilitását, majd az űrhajóval – egészen pontosan annak új típusú, még kipróbálatlan hőpajzsával – szimulálják egy holdi visszatérés sebességét és hőterhelését a légkörön át vezető út során, úgy, hogy az űrhajót előbb elnyúlt ellipszis pályára állítják, majd egészen a légkörbe lépésig gyorsítják. A fő célok mellett sok „mellékcél” jelent meg: a 39-es indítóállás első sikeres kipróbálása, a teljes rakétarendszer első integrált, sikeres repülése, a Saturn V kipróbálatlan fokozatainak az egyenként való sikeres kipróbálása, különös tekintettel a koncepcionálisan is új – folyékony hidrogént és oxigén használó – S-II és S–IVB fokozatokra, valamint az S-IVB fokozatba épített hajtóművek első sikeres űrbeli leállítása és újraindítása. E mellé párosult az új rádiókövető rendszer főpróbája is. Összesen 4098 tervezett méréssel kívánták felbocsátani az űrhajót, amelynek 2/3-a a rakétát, a maradék 1/3-a pedig az űrhajót érintette.
A repülésre való felkészülés egy hosszú, késésekkel, leállásokkal bőven tarkított folyamat volt. A NASA vezetése szerint a Saturn V szűzfelszállására valamikor 1967 elején kellett volna sort keríteni. Ám az ilyenkor szokásos módon a fejlesztések elhúzódása miatt – elsősorban a vadonatúj S-II fejlesztése szenvedett nagyobb késedelmet – ez tarthatatlan lett, olyannyira, hogy elrendelték az SA–501-es rakéta ellenőrzését az S-II nélkül. Az első részegység, ami Cape Kennedyre érkezett, az S–IVB volt, ezt egy Guppy teherszállító repülőgép hozta 1966. augusztus 14-én. A következő héten az IU is megérkezett. 1966. szeptember 12-én – a Gemini–11 startjának napján – a Poseidon nevű uszály is megérkezett a Banana Riveren a legnagyobb részegységgel, az S–IC-vel. Ekkor az S–II érkezését 1967 januárjára, a startot pedig áprilisra becsülték a szakemberek, azonban ez is hamisnak bizonyult, amikor az átadásra kész S–II-n ismét hibákat fedeztek fel. Közben a CSM–017 jelű hibrid űrhajó (amely alapvetően egy Block I volt, ám számos Block II jellemzővel is rendelkezett) is megérkezett, melyet rászereltek az S-IVB-re. Az S-II-re egészen 1967. január 21-ig várni kellett.
A késések ellenére a NASA már májusban felbocsátotta volna az Apollo–4-et, ám az Apollo–1 tűzesete átírt mindent. Annak ellenére, hogy a repülés emberek nélkül ment volna végbe, a vezetés ragaszkodott a CSM–017-es űrhajó tüzetes átvizsgálásához. Ez további késedelmekhez vezetett, mivel a már összeszerelt űrhajórendszert meg kellett bontani és a parancsnoki hajót leszerelni a kész rakéta tetejéről. Az űrhajót érintő átalakítások ideje alatt az S–II-n is újabb hibákat fedeztek fel – az üzemanyagtartályon hajszálrepedések keletkeztek –, ami miatt ezt a részegységet is le kellett szerelni. Az ellenőrzések júniusra fejeződtek be, a végszerelés, amikor újra helyére kerültek a hibás részegységek, 1967. június 20-a ért véget. A rakéta végül 1967. augusztus 26-án gördült ki a VAB-csarnokból.

## A repülés

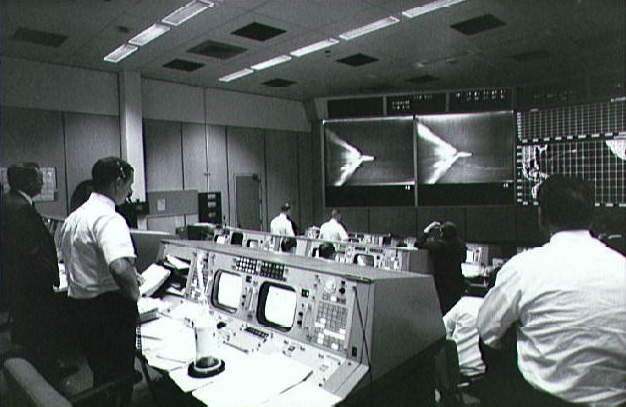
Az irányítóközpont

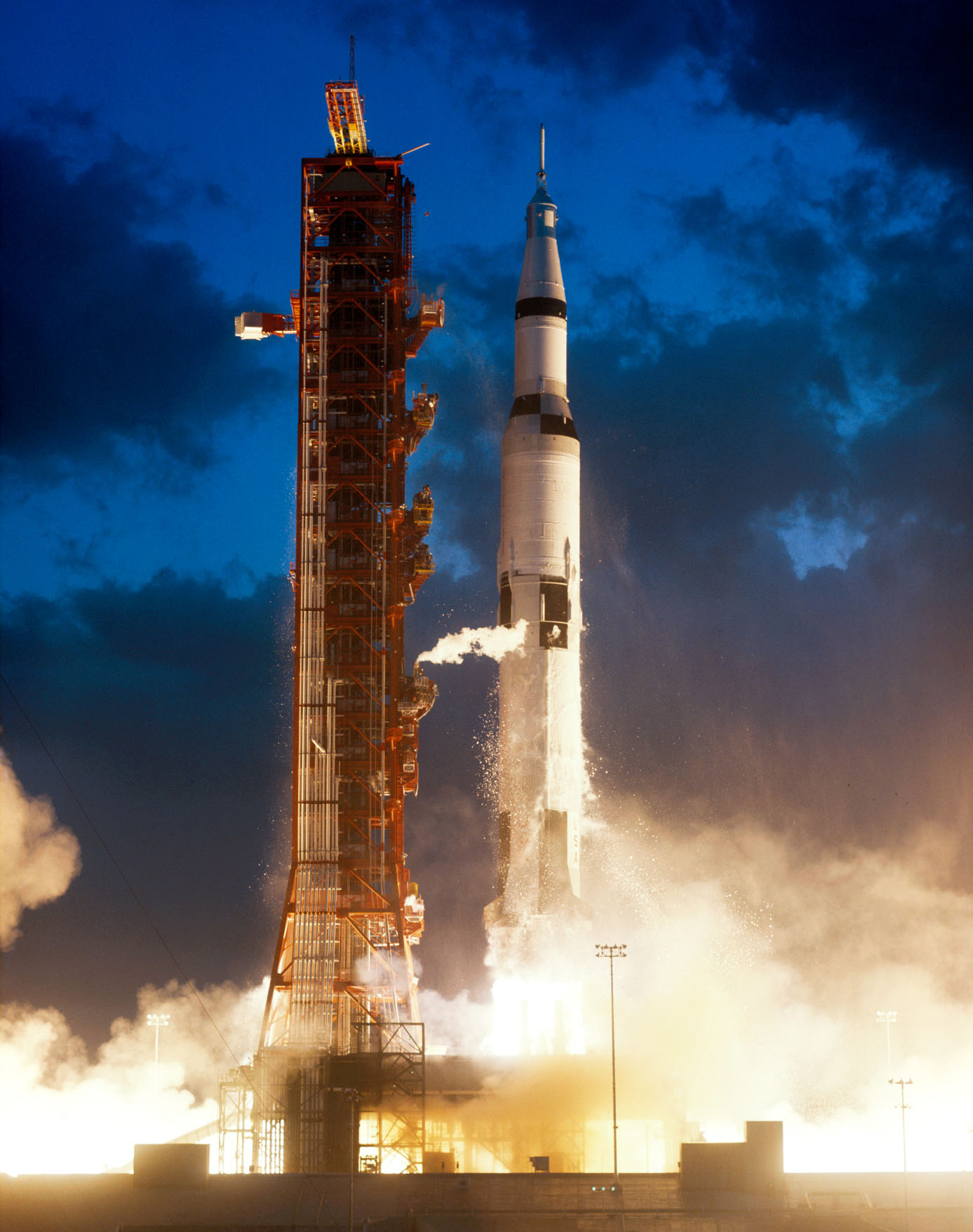
A start pillanata

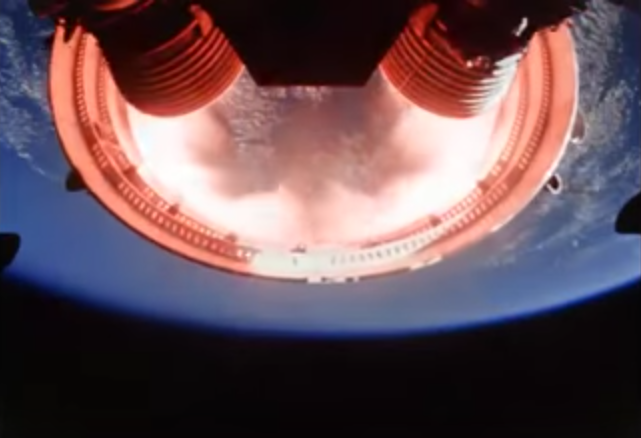
Fokozatleválasztás a felbocsátás során

A visszaszámlálási folyamat 56,5 órával a tervezett start előtt kezdődött. Ennek folyamán 89 tartálykocsinyi cseppfolyós oxigént, 28 tartálykocsinyi cseppfolyós hidrogént és 27 vasúti tartálykocsinyi kerozint töltöttek a gigantikus rakéta tartályaiba. A startot megelőző napra a repülésért felelős minden csoportot meghívtak Cape Kennedyre, ahol azok – nem formálisan – startengedélyt adtak. A felbocsátásra a NASA hivatalos vendégként fogadta mindazokat, akik kitüntetett szerepet játszottak az Apollo–program előkészületeiben, így különösen a program beszállítóinál dolgozó kiemelt alkalmazottakat. A vendégeket a külön erre a célra épített VIP-lelátókon helyezték el. Az indítás előtt a látogatók autói özönlötték el a környéket, akik kíváncsiak voltak a kivételes rakéta startjára.
A startra 1967. november 9-én 7:00-kor (12:00 UTC) került sor. A rakéta hajtóműveit 8 másodperccel korábban indították be, mint a tervezett startidőpont, de pár másodpercig még a rendkívül erős leszorító karok tartották a földhöz rögzítve az űrjárművet, majd amikor azok terv szerint – a hajtóművek tökéletes beindulásakor és csúcsteljesítményük elérésekor – elengedték a rakétát, az óriás előbb pár pillanatig állni látszott az indítótorony mellett, majd méltóságteljesen emelkedni kezdett. Tizenhárom másodpercig tartott, amíg az űrhajó elhagyta az indítótorony magasságát, amikor a helyi irányítás utolsó ténykedéseként Paul Donelly szpíker a hangosbemondóba bemondta: „A torony üres”. Ebben a pillanatban a Cape Kennedy-i irányítás átadta a repülésirányítást a houstoni fő irányítóközpontnak.
A helyi bemondó hangja azonban már kis híján beleveszett abba a hangorkánba, amely a Saturn V indításának legnagyobb szenzációja volt. Bár pontosan a hanghatás miatt, hogy a talajról visszapattanó hangnyomás nehogy kárt tegyen az emelkedő rakétában, másfél millió liter vizet zúdítottak az indítóállás árkába, ahová a hajtóművek fúvócsöve nézett, a hanghatás mégis döbbenetes volt a zömében öt kilométernél messzebbre is fekvő épületek (így a VAB, a kilövést irányító központ épülete vagy a VIP-lelátók) között. A körülményeket Walter Cronkite tévétudósító spontán, a lelkesedéstől keresetlen hangú közvetítése írja le:

„...az épületek rázkódnak. A mi épületünk is rázkódik!! Ó, ez rettenetes, az egész épület remeg! A hatalmas kilátóablak is remeg! Itt állunk és a kezünkkel tartjuk! Nézzék a rakétát, ahogy már kilométer magasan jár és eltűnik a felhők között!...látják... látják... ó, a dübörgés rettenetes!...”

– Walter Cronkite, Broadcast of Apollo 4 launch

A rakéta tervszerűen egy közel kör alakú, 185 kilométer magasságú pályára állította a Föld körül az Apollo űrhajót. Két keringésnyi ideig haladt az űrhajó ezen a pályán, majd a második keringés végén újraindították az S-IVB hajtóművét, amely űrbeli hajtómű első újraindítása volt a program során (egyben az egyik kulcsfontosságú manőver a Hold eléréséhez) és gyorsítani kezdték az űrhajót, hogy az így érje el a légkört, szimulálva egy holdi visszatérés sebességét. A CSM–017 ekkor 17 000 kilométer magasságot ért el. Ekkor leválasztották a harmadik rakétafokozatot és még beindították az űrhajó saját SPS hajtóművét is, tovább gyorsítva azt, egészen 18 000 km magasságig. Eközben mérték a kabin belsejében uralkodó hőmérsékletet és nyomást, hogy majd milyen körülményeknek lesznek kitéve egy igazi repülésen az űrhajó utasai. Ekkor fordították az űrhajó orrát a Föld felé, majd megkezdték a süllyedést (leválasztva később a műszaki egységet is). Amikor 122 kilométeren a kabin belépett a légkörbe, 40 000 km/h sebességgel száguldott. Végül az űrhajó 16 kilométerre a kijelölt leszállási ponttól szállt le új típusú hármas ejtőernyőrendszerén a Csendes-óceánon, a Midway-szigetek közelében, ahol az USS Bennington várta.
A NASA sikeresnek minősítette a kísérletet.

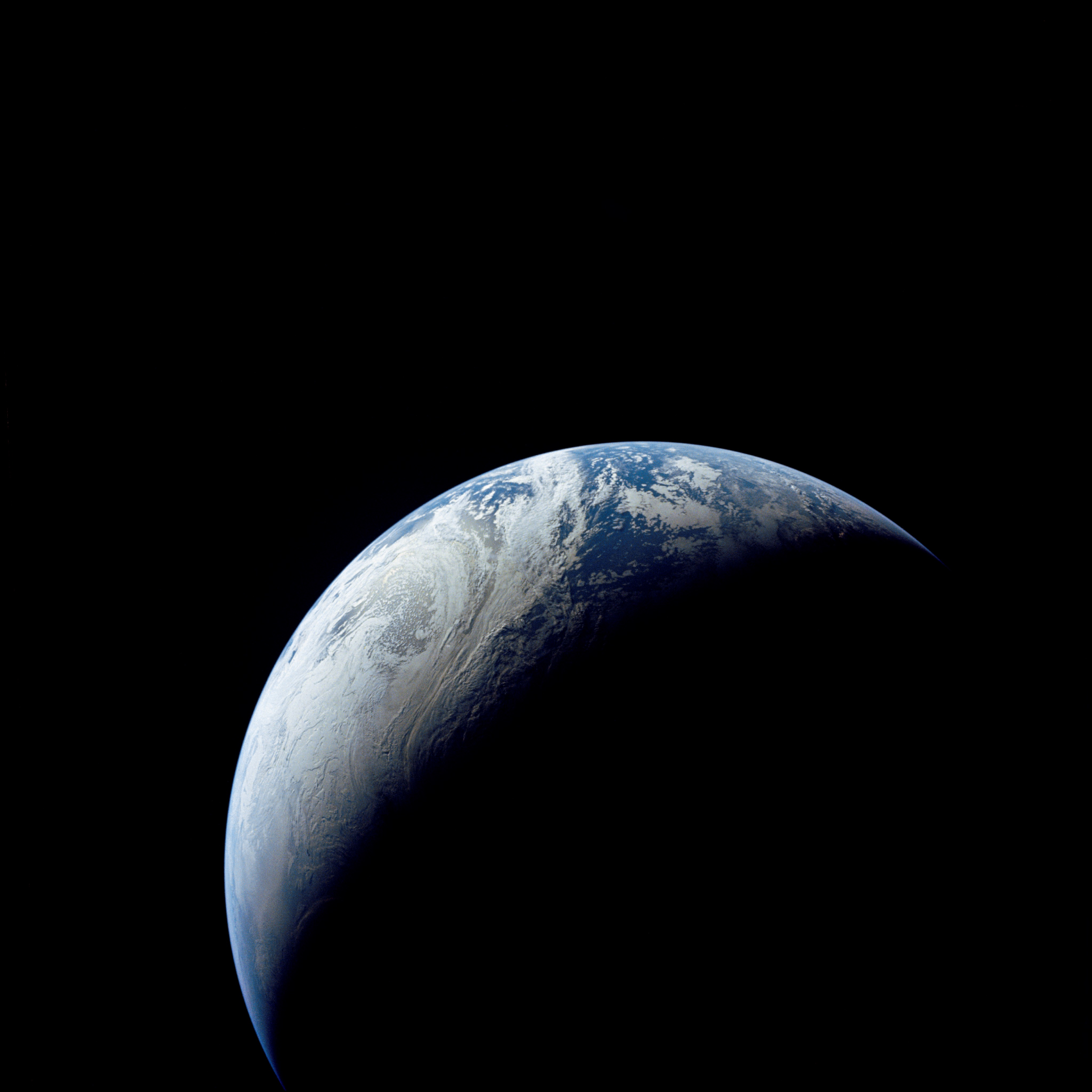
Az Apollo–4 felvétele a Földről keringés közben 1.
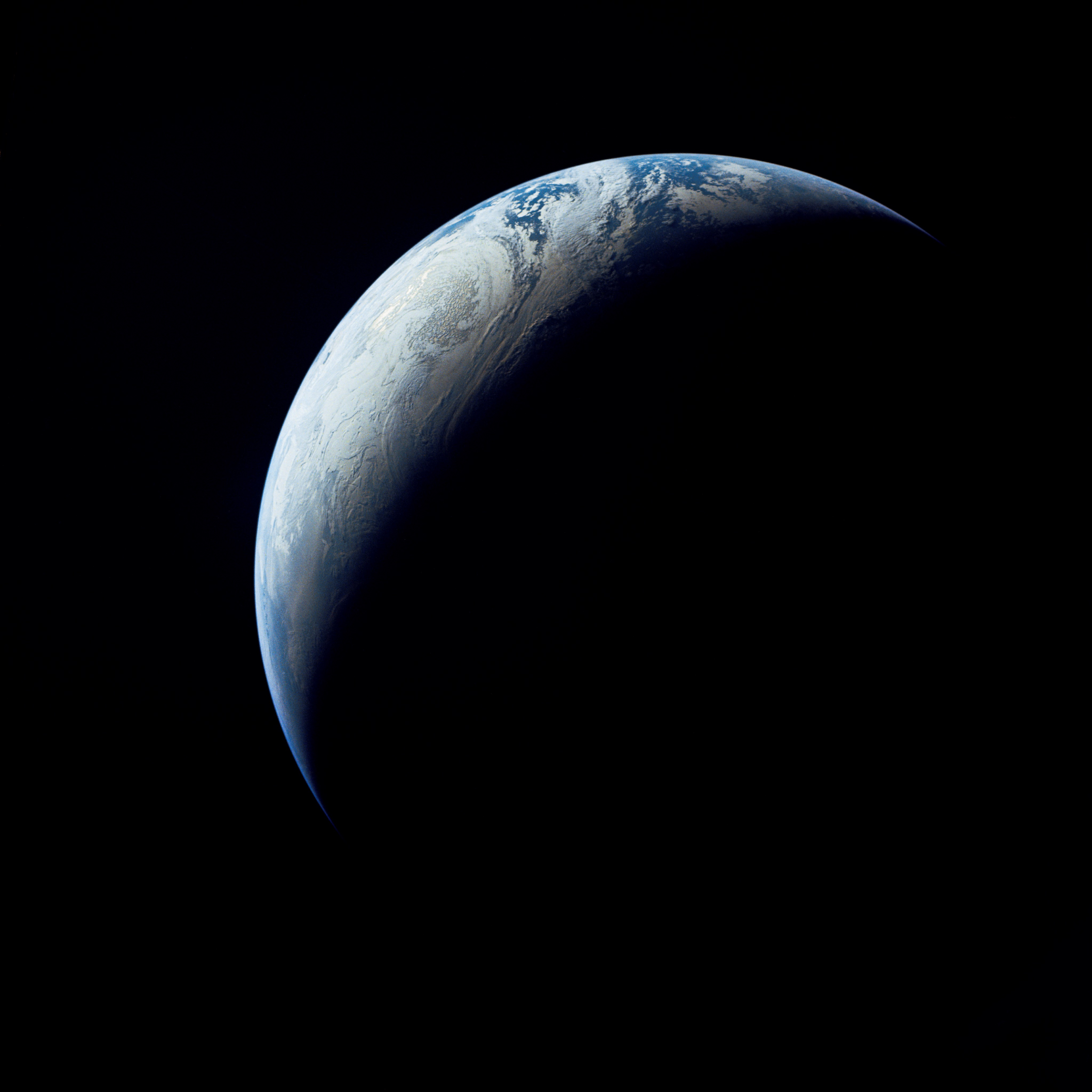
2.
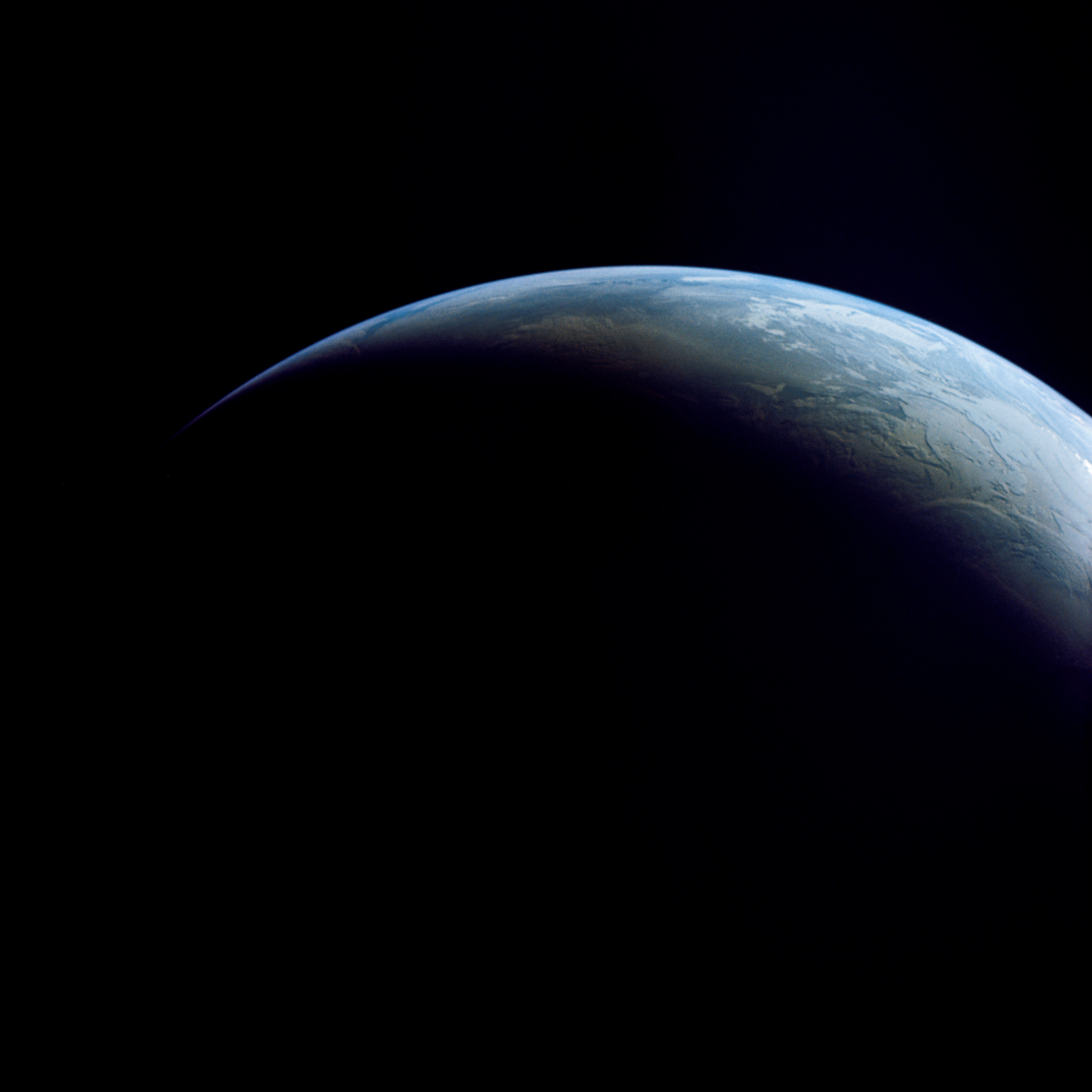
3.
4.
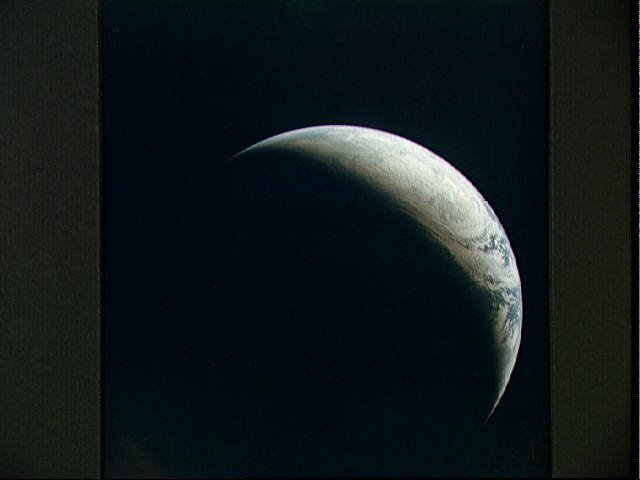
5.
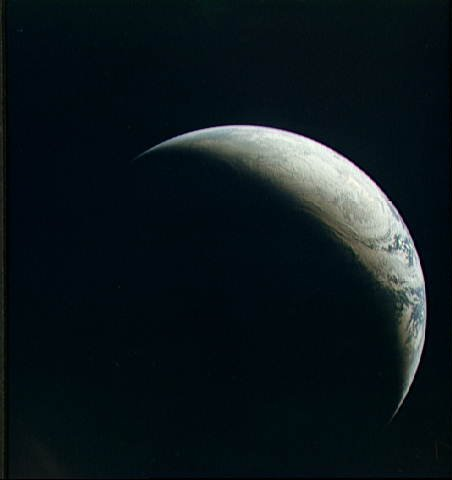
6.

## A teszt utóélete
A NASA számára az Apollo–4 nagy megkönnyebbülést hozott. Ezzel a teszttel a majdani Holdra szállások első lépését sikerült megtenniük, mégpedig az ehhez tervezett teljes hardverrel, és az űrügynökség vezetői nem fukarkodtak a felsőfokú jelzőkkel a teszt eredményét illetően. Kurt Debus, a kilövőhely, a Kennedy Űrközpont igazgatója azt nyilatkozta: „...Egy új hardver hosszú éveken át tartó előkészületei, tervezése, építése és szerelései után, most teszteltük őket első alkalommal, és rendkívül jó eredményt kaptunk...”. Wernher von Braun, a rakéta tervezője a felbocsátást dicsérte: „...Ez egy igazán remekbe szabott felbocsátás volt, minden olajozottan ment a kellő időben, minden egyes lépésében...”. George Mueller, a NASA ember vezette űrrepülésekért felelős igazgatója pedig egyetlen mondatban foglalta össze a kísérlet NASA számára megfogalmazott üzenetét: „...az Apollo–4 sikeres repülése megmutatta, hogy a NASA visszatért az eredeti kerékvágásba a Hold felé vezető úton az Apollo–1 katasztrófáját követően...”
A sajtó is rendkívül pozitív hangot ütött meg, és két fő üzenetet fogalmazott meg. Az egyik a felbocsátás nagyszerűsége volt, amely a rendkívüli körülményeket (a soha nem hallott zajt és a nézőket ért vibrációt állította középpontba), a rakéta rendkívüli erejét volt hivatott érzékeltetni, illetve tolmácsolta a közvélemény felé azt az üzenetet, hogy a NASA ismét jó irányba halad a kitűzött cél felé. A felbocsátás körülményei magát a NASA-t is arra sarkallták, hogy változtassanak az indítóállás kialakításán. A kivételes hanghatásból a mérnökök azt a következtetést szűrték le, hogy esetleg a hajtóművek keltette hanghullámok visszapattanhatnak az indítóállás árkából felfelé a rakéta irányába, és tönkre tehetik azt, így csillapítani igyekeztek a keletkező hanghullámokat. Ennek érdekében utólag beépítettek az indítóállásba egy vízelárasztó rendszert, amely csillapította ezeket a hanghullámokat, elejét véve egy esetleges start közbeni végzetes hibának.
A NASA pedig tarsolyában az AS–201, –202, –203 és Apollo–4 sikerével a továbblépést tervezhette, amely egyrészt a holdkompot kipróbáló B típusú küldetésnek, az Apollo–5-nek adott zöld utat, másrészt pedig egy kissé bonyolultabb A típusú repülésnek az Apollo–6-tal. Az Apollo–6 ikertestvére volt az Apollo–4-nek, mivel ugyanúgy a teljes hardver repülhetett egy újabb automata tesztrepülésen, leszámítva a holdkompot, amely helyett egy tömeg- és mérethű, de repülésre alkalmatlan eszköz, az LTA (Lunar Test Article) került beépítésre. Ugyanakkor el is tért az első teszttől, tekintettel arra, hogy nemcsak egyszerű Föld körüli pályán végzett kísérleti repülés volt, hanem az űrhajót a harmadik fokozattal el is indították a Hold felé, majd megszakítva a holdirányú repülést visszafordították a Föld felé, hogy a rekord sebességű légköri visszatérést is teszteljék. Az Apollo–4 sikere helyett a későbbi teszt azonban számos hibával tarkított repülés lett, amely kis híján megkérdőjelezte a Saturn V megfelelőségét, ám a hibákat később az emberes repülésekre kiküszöbölték.